# Oberteuringen
Oberteuringen – miejscowość i gmina w Niemczech, w kraju związkowym Badenia-Wirtembergia, w rejencji Tybinga, w regionie Bodensee-Oberschwaben, w powiecie Jezioro Bodeńskie, wchodzi w skład związku gmin Markdorf.

## Współpraca
Miejscowości partnerskie:
- Lohmen, Saksonia
- Tübach, Szwajcaria